# منتزه غابة موساشينو
منتزه غابة موساشينو (武蔵野の森公園 موساشينو نو موري كوهين) هي حديقة في منطقة موساشينو في العاصمة اليابانية طوكيو.

## موقع
تقع الحديقة في المنطقة الحدودية لمدن ميتاكا وفوتشو وتشوفو بجوار مطار تشوفو وبالقرب من مركز غابة موساشينو الرياضي وملعب أجينوموتو.
الحديقة منطقة مشجرة، بها مرافق رياضية ومنطقتان لمواقف السيارات. تدار من قبل جمعية منتزه طوكيو متروبوليتان.

## افتتاح
تم افتتاح الحديقة في 1 أبريل 2000، وتحيط بها «غابة موساشينو».
كجزء من فعاليات الألعاب الأولمبية الصيفية لعام 2020، تم اعتماد المنتزه كمرفق رياضي خاص برياضة ركوب الدراجات تحديدا بحدث سباق الطرق للرجال وللسيدات.